# Egidio
Egidio  è un nome proprio di persona italiano maschile.

## Varianti
- Maschili: Egilio
  - Ipocoristici: Gilio, Giglio, Gillo, Zilio, Gidio
- Femminili: Egidia, Egida, Egide, Egilia
  - Ipocoristici: Gilia, Gigliola, Gilla, Zilia, Zilla

### Varianti in altre lingue
- Francese: Gilles[1][2][3]
  - Francese antico: Gidie[1], Gide[2], Gile[2], Giles[2]
- Inglese: Giles[1][2], Gyles[1][2]
- Lituano: Egidijus
- Olandese: Gillis[1]
- Polacco: Idzi
- Portoghese: Egídio[1], Gil[1]
- Sloveno: Egidij
- Spagnolo: Egidio, Gil[1]
- Tardo latino: Aegidius[1][2][3]
  - Femminili: Egidia[2], Gilia[2]
- Tedesco: Ägidius

## Origine e diffusione
Continua il tardo nome latino Aegidius: esso può essere ricondotto al termine latino aegis ("protezione"), oppure al greco antico αιγιδιον (aigidion), "giovane capra". Le due origini sono in realtà probabilmente entrambe valide: aegis deriva dal greco Aigis (in italiano "Egida"), che era il nome dello scudo di Zeus, che era fatto di pelle di capra; Erodoto riconduce il nome dell'Egida proprio al termine aix (genitivo: aigos), cioè appunto "capra".
Esiste poi un'interpretazione differente, che vede il nome come un patronimico o un etnonimo derivato da Egeo, e significante quindi "figlio di Egeo" o "figlio dell'Egeo" (va notato che lo stesso nome Egeo potrebbe avere origini analoghe a quelle sopra descritte).
Il nome mutò già in latino da Aegidius ad Egidius, giungendo in italiano nella forma corrente; in francese, durante il Medioevo, diventò Gide (o Gidie), quindi Gile e infine Giles (o Gilles), dopodiché, verso il XI secolo, venne importato dai normanni in Britannia, introducendosi così nel mondo inglese. Il nome, in inglese, viene talvolta usato per indicare genericamente un contadino ingenuo o credulone.

## Onomastico
L'onomastico si festeggia generalmente il 1º settembre in memoria di sant'Egidio abate, operatore di miracoli, patrono dei lebbrosi, degli storpi e dei tessitori. Si ricordano con questo nome anche:
- 10 gennaio, beato Egidio da Laurenzana, eremita francescano[7]
- 7 febbraio, sant'Egidio Maria da Taranto, religioso[7]
- 23 aprile, beato Egidio d'Assisi, discepolo di san Francesco[7]
- 14 maggio beato Egidio da Vouzela, domenicano[7]
- 29 maggio, beato Egidio Dalmasia, mercedario[7]
- 17 giugno, sant'Egidio, martire con altri compagni a Fez[7]
- 4 agosto, beato Egidio Rodicio Rodi, salesiano e martire con altri compagni a Barcellona[7]
- 1º settembre, sant'Egidio da Sansepolcro, pellegrino assieme a sant'Arcano[7]

## Persone
- Egidio, generale romano
- Egidio, abate e santo francese

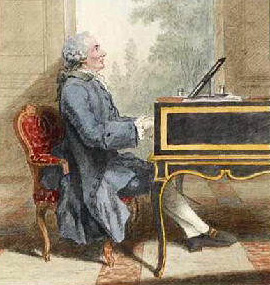
Egidio Romualdo Duni

- Egidio da Viterbo, umanista, filosofo e cardinale italiano
- Egidio Albornoz, cardinale, condottiero e politico spagnolo
- Egidio Bullesi, operaio, religioso e marinaio italiano
- Egidio Capra, calciatore italiano
- Egidio De Maulo, pittore italiano
- Egidio Romualdo Duni, compositore italiano
- Egidio Feruglio, esploratore, naturalista e geologo italiano
- Egidio Forcellini, presbitero, latinista, filologo e lessicografo italiano
- Egidio Oliveri, pittore italiano
- Egidio Miragoli, vescovo italiano
- Egidio Ortona, diplomatico italiano
- Egidio Romano, religioso, teologo e filosofo italiano

### Variante Egidijus
- Egidijus Dimša, cestista lituano
- Egidijus Juodvalkis, ciclista su strada lituano
- Egidijus Juška, calciatore lituano
- Egidijus Varnas, calciatore lituano

### Variante Giles
- Giles Barnes, calciatore inglese

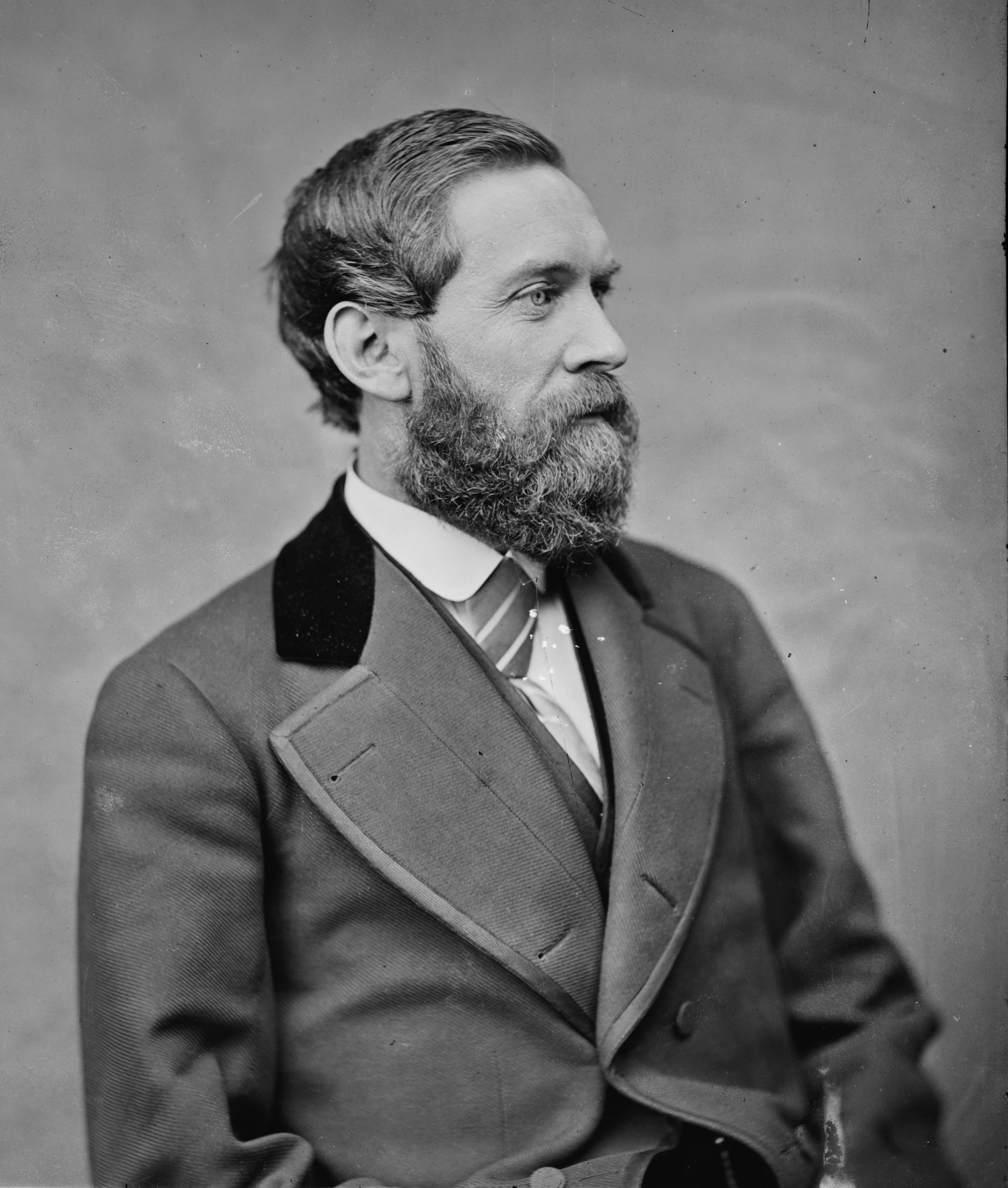
Giles Alexander Smith

- Giles Corey, vittima del processo alle streghe di Salem
- Giles de Braose, vescovo britannico
- Giles Farnaby, compositore inglese
- Giles Healy, esploratore e archeologo statunitense
- Giles Alexander Smith, generale statunitense

### Variante Gilles
- Gilles Deleuze, filosofo francese
- Gilles Joye, compositore fiammingo

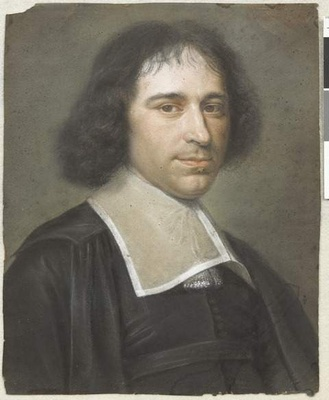
Gilles Ménage

- Gilles Marini, attore e modello francese
- Gilles Ménage, poeta, saggista, grammatico, critico letterario ed erudito francese
- Gilles Müller, tennista lussemburghese
- Gilles Villeneuve, pilota automobilistico canadese

### Variante Gillis
- Gillis Bildt, politico svedese
- Gillis Congnet, pittore fiammingo

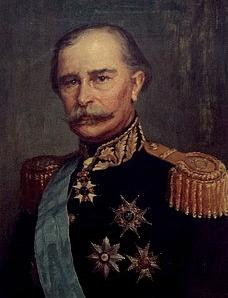
Gillis Bildt

- Gillis d'Hondecoeter, pittore e disegnatore olandese
- Gillis Grafström, pattinatore artistico su ghiaccio svedese
- Gillis van Coninxloo, pittore fiammingo

### Altre varianti maschili
- Aegidius Albertinus, scrittore tedesco
- Egídio de Araújo Pereira Júnior, calciatore brasiliano
- Egidius de Francia, compositore francese
- Aegidius Tschudi, storico, cartografo e politico svizzero

### Variante femminile Egidia
- Egidia de Lacy, nobile britannica

## Il nome nelle arti
- Egidio è l'amante della Monaca di Monza nel romanzo di Manzoni I promessi sposi.